# Kroondal
Kroondal is een dorp in de provincie Noordwest in Zuid-Afrika. Het dorp is gesticht in 1858 als zendingsstation.